# International Association of Music Libraries, Archives and Documentation Centres
The International Association of Music Libraries, Archives and Documentation Centres (IAML) / Association Internationale des Bibliothèques, Archives et Centres de Documentation Musicaux (AIBM) / Internationale Vereinigung der Musikbibliotheken, Musikarchive und Musikdokumentationszentren (IVMB) är en organisation som främjar internationellt samarbete på musikbibliotek och musikarkiv. IAML grundades i Paris 1951 med engelska, tyska och franska som officiella språk. IAML har tjugosex nationella föreningar, varav Svenska musikbiblioteksföreningen (SMBF) är en. SMBF är en av de äldsta nationella föreningarna och grundades redan 1953. Flera svenskar har haft styrelseuppdrag i den internationella organisationen, bland andra Folke Lindberg (President 1959-1961), Anders Lönn (President 1983-1985), Veslemöy Heintz (President 1995-1998), Pia Shekhter (President 2000-) samt Anders Cato (Secretary General 2018-).

## Historia
IAML grundades efter andra världskriget för att "främja internationellt samarbete och standardisering i sådana frågor som katalogisering, krav på service, utbildning av personal och utbyte av material mellan biblioteken." Grundandet av IAML var en treårig process, från 1949 till 1951. Det var en del av FN:s mission att främja fred i världen. De första konferenserna hölls i Florens 1949, i Lüneburg år 1950, och i Paris 1951, den sista genomfördes i regi av Unesco.
Accademia Nazionale Luigi Cherubini firade sitt 100-årsjubileum 1949, en händelse som fick runt 60 musikbibliotekarier, musikvetare, och museipersonal från tolv länder att bege sig till Florens. Detta var det första mötet för musikbibliotekarier från hela världen; planer för en separat organisation hade diskuterats sedan grundandet av International Musicological Society 1927, men andra världskrigets utbrott hindrade detta från att ta form tidigare. Kriget hade orsakat stora förluster på många bibliotek och internationellt samarbete var av yttersta vikt.
1952 hade IAML 224 medlemmar i 20 länder. Antalet medlemmar ökade till cirka 1 100 medlemmar i 39 länder fram till 1969 och drygt 1 850 medlemmar i 40 länder år 1991, med nationella föreningar i 26 länder 2017.

## Struktur
IAML:s styrelse består av President, Past President, Secretary General, Treasurer och fyra Vice-Presidents. Styrelsen styr IAML tillsammans med generalförsamlingen. Organisationen är uppbyggd genom sektioner inom olika expertfält och intresseområden som belyser och arbetar med olika aspekter kring musik i ABM-institutioner och på musikutbildningsinstitutioner. 
IAML, är ansluten till International Federation of Library Associations and institutions (IFLA), International Music Council (IMC) och IMS.

## Aktiviteter
IAML har årliga konferenser och medverkar i fyra större projekt, de så kallade "R-projekten": Répertoire international des sources musicales (RISM), Répertoire international de littérature musicale (RILM), Répertoire international d'iconographie musicale (RIdIM) och Répertoire international de la presse musicale (RIPM). IAML publicerar även en tidskrift, Fontes Artis Musicae".

### Årliga konferenser
IAML har årliga konferenser på olika platser runt om i världen. I några fall tillsammans med systerorganisationer som International Musicological Society, International Sound Archives och International Association of Music Information Centres. Efter de första konferenserna 1949–1951 har årliga konferenser hållits sedan 1954.
- 1954: Paris
- 1955: Bryssel
- 1956: London
- 1957: Kassel
- 1958: Salzburg
- 1959: Cambridge
- 1960: Amsterdam
- 1961: Lausanne
- 1962: Stockholm
- 1963: Milano
- 1964: Århus
- 1965: Dijon
- 1966: Warszawa
- 1967: Salzburg
- 1968: Washington, D.C.
- 1969: Amsterdam
- 1970: Leipzig
- 1971: St. Gallen
- 1972: Bologna
- 1973: London
- 1974: Jerusalem
- 1975: Montréal
- 1976: Bergen
- 1977: Mainz
- 1978: Lissabon
- 1979: Salzburg
- 1980: Cambridge
- 1981: Budapest
- 1982: Bryssel
- 1983: Washington, D.C.
- 1984: Como
- 1985: Berlin (Östtyskland)
- 1986: Stockholm
- 1987: Amsterdam
- 1988: Tokyo
- 1989: Oxford
- 1990: Boulogne-Billancourt
- 1991: Prag
- 1992: Frankfurt am Main
- 1993: Helsingfors
- 1994: Ottawa
- 1995: Helsingör
- 1996: Perugia
- 1997: Genève
- 1998: San Sebastián
- 1999: Wellington
- 2000: Edinburgh
- 2001: Périgueux
- 2002: Berkeley
- 2003: Tallinn
- 2004: Oslo
- 2005: Warszawa
- 2006: Göteborg
- 2007: Sydney
- 2008: Neapel
- 2009: Amsterdam
- 2010: Moskva
- 2011: Dublin
- 2012: Montréal
- 2013: Wien
- 2014: Antwerpen
- 2015: New York
- 2016: Rom
- 2017: Riga
- 2018: Leipzig